# 安松京三
安松 京三（やすまつ けいぞう、1908年3月1日 - 1983年1月25日）は、日本の昆虫学者。九州大学名誉教授。日本における天敵による害虫防除の草分け。日本昆虫学会会長を4期8年間勤めた。

## 来歴・人物
1908年（明治41年）3月1日東京に生まれる。少年時代から昆虫をはじめ、さまざまな分野に対する興味を育んだ。このことが、どちらかというと変人が多いといわれる昆虫学者の中で、社会常識と国際感覚に富んだと評される安松の人格を育てたと言われている。1926年（大正15年）福岡県中学修猷館卒業後、1927年（昭和2年）旧制福岡高等学校（後の九州大学教養部）に入学。翌年、学内の昆虫の同好者を集めて「福岡高等学校 虫の会」と、その機関紙『むし』を創刊した。
1930年（昭和5年）旧制福岡高等学校理科甲類を卒業し、九州帝国大学農学部に入学。昆虫学教室に所属し、1933年に卒業後もそこに留まって、ハチの分類やナナフシ、ノミの研究などを行った。1939年助手となる。のち1945年に提出して農学博士を取得した学位論文は、ナナフシの成長解析に関する研究をまとめたものであった。
第二次世界大戦中は、ミクロネシア（1940年）や中華民国山西省（1942年）などの海外における昆虫相調査に従事して成果を挙げ、1942年に九州帝国大学農学部昆虫学教室助教授に就任した。
1945年（昭和20年）終戦間際に農学部植物園のゲッケイジュの枝より採集したルビーロウカイガラムシから、このカイガラムシを抑制する効果の高い寄生蜂を発見したことが、安松にとっての大きな転機となった。後に安松らによって Anicetus beneficus Ishii & Yasumatsu, 1954 （ルビーアカヤドリコバチ）と命名されたこの新種のハチは、柑橘類の大害虫であったルビーロウカイガラムシを数年間で日本国内の主要なミカン産地から駆逐し、日本における害虫の生物的防除の先駆例となった。この研究は、1953年（昭和28年）に日本農学賞、1959年（昭和34年）には第29回朝日賞の受賞につながり、これ以降、安松の研究は天敵による害虫防除に軸足を移していった。
1945年5月九州大学農学博士。博士論文は「昆虫の成長の分析特に竹節虫に関する研究」。
1949年（昭和24年）に勤務校の九州帝国大学が新制の九州大学に改組。1958年（昭和33年）に、恩師で永く農学部昆虫学教室の教授を務めた江崎悌三が死去すると、安松が跡を継いで教授に就任した。1964年（昭和39年）には農学部に生物的防除研究施設を創設。この施設は2005年現在でも生物的防除専門に教育研究を行う、アジアで唯一の機関として活動を続けている。安松の天敵研究は、1970年（昭和45年）に著作『天敵 : 生物制御へのアプローチ』に集大成された。進化生物学と生態学が専門の千葉聡は同書について、「1970年代の日本において、生物的防除の概要を学ぶための一般向け普及書として、この本は随一のものだった」と評している。
1961年日本昆虫学会会長に就任し、1968年まで務めている。1971年紫綬褒章受章。
1971年（昭和46年）に九州大学を定年退官後は、1980年（昭和55年）までFAOやJICAから東南アジア諸国に派遣されて、天敵による害虫防除の指導を行った。1971年12月ハリー・スコット・スミス賞（カリフォルニア大学）を受賞。1978年（昭和53年）叙勲三等授旭日中綬章。1981年秋より健康を害して入退院を繰り返していたが、1983年（昭和58年）1月25日に閉塞性黄疸で死去。享年74歳。叙正四位。

## 著作リスト

### 著書
- 『蟻と人生』洋々書房 1948
- 『蚤のたわごと』鶴文庫〈珠玉叢書〉 1948
- 『天敵の話』林野庁指導部研究普及課〈林業普及シリーズ〉 1956
- 『昆虫物語 : 昆虫と人生』新思潮社 1965
- 『天敵 : 生物制御へのアプローチ』日本放送出版協会〈NHKブックス〉 1970

### 共編著
- 『原色日本昆蟲圖説』 江崎悌三、堀浩 共著. 三省堂. 1939
- 『日本昆虫記』第1-6 岩田久二雄、古川晴男 共編 講談社教育図書出版部 1959 のちブルーバックス
- 『日本産害虫の天敵目録』渡辺千尚 共編 九州大学農学部昆虫学教室 1964-1965

### 翻訳
- ピータ・ファーブ 著 ライフ編集部 編『昆虫』タイムライフインターナショナル〈タイムライフブックス ライフ大自然シリーズ〉 1969